# در رفتگی زانو
دررفتگی زانو (به انگلیسی: Knee dislocation) نوعی آسیب است که در آن مفصل زانو بین استخوان درشت نی و استخوان ران دچار از هم گسیختگی می‌شود. علائم شامل درد و بی‌ثباتی زانو است. عوارض ممکن است شامل آسیب به شریان، بیشتر سرخرگ پشت زانویی، یا سندرم کمپارتمان باشد.
حدود نیمی از موارد ناشی از ضربه بزرگ و حدود نیمی از آنها ناشی از ضربه جزئی است. در حدود پنجاه درصد موارد، مفصل قبل از ورود به بیمارستان به‌طور خود به خود جا می‌رود. به‌طور معمول پارگی رباط صلیبی پسین یا رباط جانبی داخلی MCL یا رباط طرف خارجی وجود دارد. اگر شاخص فشار مچ پا به بازو ABI کمتر از ۰٫۹ باشد، سی تی آنژیوگرافی CTA برای تشخیص آسیب عروق توصیه می‌شود. در غیر این صورت ممکن است معاینات بالینی مکرر کافی باشد. اخیراً، پروتکل FAST-D، که شریان‌های خلفی تیبیا و پشت پایی را برای «الگوی موج سه مرحله ای» با سونوگرافی ارزیابی می‌کند، در رد صدمات شریانی، قابل اعتماد بوده‌است.
در صورت باقی ماندن در رفتگی مفصل، جا اندازی و آتل بندی توصیه می‌شود. این کار معمولاً تحت فرایند آرام بخشی (سدیشن) انجام می‌شود. در صورت وجود علائم آسیب شریانی، به‌طور کلی جراحی فوری توصیه می‌شود. ممکن است نیاز به جراحی‌های متعدد باشد. در بیش از ده درصد موارد، قطع قسمتی از پا لازم می‌گردد.
دررفتگی زانو نادر است و در حدود ۱ نفر در ۱۰۰۰۰۰ نفر در سال رخ می‌دهد. مردان بیشتر از زنان مبتلا می‌شوند. بزرگسالان جوان اغلب تحت تأثیر قرار می‌گیرند. شرح این آسیب حداقل به ۲۰ سال قبل از میلاد توسط میگس سیدون برمی گردد.